# Fragile (Vanilla Sky)
Fragile è il terzo album del gruppo pop-punk Vanilla Sky, il secondo sotto l'etichetta Universal Music, pubblicato nel 2010.

## Descrizione
Il disco, frutto anche della collaborazione di altri come i cantanti degli Autoreverse e degli Electric Diorama è uscito prima in Giappone, e solo nei primi di luglio 2010 in Italia.
Il disco è uscito sia in lingua italiana (fatta eccezione per quattro canzoni) che inglese, tuttavia mantiene lo stesso titolo, Fragile. La parola è stata scelta proprio perché mantiene lo stesso significato in entrambe le lingue.
Con Fragile, i Vanilla Sky annunciano il loro ritorno sulla scena musicale alternativa, già preannunciato con l'uscita in anticipata del singolo/cover Just Dance, e presentano la loro nuova formazione.
Il 31 luglio 2010 esce Vivere Diversi, secondo singolo estratto dall'album che, contemporaneamente, esce anche in inglese con il titolo On Fire.
Alcune delle canzoni di Fragile sono un omaggio e un saluto ai vecchi componenti Cisco e Luketto, in particolare la canzone Cambiamenti racconta in parte i rapporti tra questi ultimi con Vinx e Brian, oltre ai motivi che forse hanno portato a questa divisione tra i quattro amici che comunque sono rimasti in ottimi rapporti tra loro.
A febbraio 2011 esce il terzo estratto "Attimi" e il 2 e 3 marzo i Vanilla Sky aprono e sono ospiti della trasmissione in seconda serata su Rai 3 "Parla con me"

## Tracce
1. Back
2. Hurt-A-Do!
3. Future
4. 1981
5. Vivere Diversi
6. L'ultimo primo bacio
7. Attimi
8. Perfetta Metà
9. Milano
10. Colori
11. La Lettera
12. Inner Consiracy
13. Cambiamenti
14. Just Dance (Bonus Track)
15. Too Late (Bonus Track solo nella versione Giapponese)